# Top 100 Allertijden
De Top 100 Allertijden is een hitlijst die van 1968 tot 2003 meestal één keer per jaar op de Nederlandse radio werd uitgezonden, meestal op Goede Vrijdag. In 2015 was deze hitlijst nog één keer op Goede Vrijdag teruggekeerd op het huidige Radio Veronica.
Luisteraars konden lijstjes insturen (tot midden jaren 90 en óók in 2015 per briefkaart) met hun tien favoriete platen. Alle platen moesten minstens één jaar oud zijn en een artiest mocht slechts één keer genoemd worden in de lijstjes van de luisteraars. De 100 meest genoemde platen werden vervolgens opgenomen in de Top 100 Allertijden.
De grondslag van deze lijst lag in het dagelijkse radioprogramma van Lex Harding op de zeezender Radio Veronica, waar hij scholieren top 10-lijstjes liet insturen. Harding maakte daar een jaarlijst uit, was onder de indruk van het resultaat van die lijst en liet dit aan zijn chef Willem van Kooten zien, waarop deze zei: "Dat is een top honderd allertijden."
Van 1968 tot 1974 werd de lijst uitgezonden door Radio Veronica, in 1975 door de TROS op Hilversum 3 en van 1977 tot en met 1995 door het publieke Veronica op Hilversum 3 en Radio 3, van 1996 tot 2000 door het commerciële Hitradio Veronica/Veronica FM bij de HMG en van 2001 tot 2003 door opvolger Yorin FM. Na 2003 is de Top 100 Allertijden nog één keer uitgezonden, in 2015 door Radio Veronica. Hiervoor in de plaats wordt sinds december 2003 jaarlijks de Radio Veronica Top 1000 Allertijden uitgezonden.
Alle noteringen 1968-2003 zijn te vinden op Lijst van Top 100 Allertijdens. De volgende nummers hebben op nummer 1 gestaan in de Top 100 Allertijden:
9 keer
- Queen - Bohemian Rhapsody: 1984 (december), 1987, 1988, 1991, 1992, 1995, 1997, 1998, 2015
- Deep Purple - Child in Time: 1973, 1974, 1975, 1977, 1979, 1980, 1981, 1983, 1984 (maart)

4 keer
- Guns N' Roses - November Rain: 1999, 2000, 2001, 2002

3 keer
- Led Zeppelin - Stairway to heaven: 1986, 1989, 1990

2 keer
- The Beatles - Hey Jude: 1971, 1972
- Metallica - One: 1994, 1996

1 keer
- Procol Harum - A Whiter Shade of Pale: 1968
- The Animals - The House of the Rising Sun: 1970
- Guns N' Roses - Sweet Child o' Mine: 1993
- U2 - One: 2003

## Uitzendingen
- Frits Spits heeft de eerste twee uren (10:00 - 12:00 uur) van de Editie 1984 II op vrijdag 28 december 1984 gepresenteerd in Veronica zendtijd op Hilversum 3. Hij was uitgeleend door de NOS die tevens met Veronica zendtijd had geruild.
- In 1975 zond de TROS de Top 100 Allertijden op Hemelvaartsdag donderdag 8 mei tussen 12:00 en 18:00 uur uit in haar reguliere zendtijd op Hilversum 3.
- In 1977 zond het kersverse publieke Veronica de Top 100 Allertijden uit op Hilversum 3 op Eerste Kerstdag zondag 25 december tussen 14:00 en 18:00 uur.
- In 1993 zond Veronica in samenwerking met de TROS de Top 100 Allertijden op zaterdag 9 april uit tussen 9:00 en 18:00 uur in haar reguliere zendtijd op Radio 3. Veronica en TROS Radio 3 dj's presenteerden de lijst om en om.
- In 1994 zond Veronica de Top 100 Allertijden op zaterdag 2 april uit tussen 9:00 en 18:00 uur in haar reguliere zendtijd op vanaf dan Radio 3FM.
- In 1995 zond Veronica de Top 100 Allertijden uit op zaterdag 15 april tussen 8:00 en 18:00 uur uit in haar reguliere zendtijd op Radio 3FM. Dit was tevens de laatste keer dat de lijst bij de publieke omroep op Radio 3FM werd uitgezonden. Enkele maanden later (op vrijdag 1 september 1995) zou Veronica uit het publieke omroepbestel stappen voor een commercieel avontuur.
- In 1996 zond het nieuwe commerciële Hitradio Veronica de Top 100 Allertijden uit op Goede Vrijdag 5 april tussen 8:00 en 18:00 uur.
- In 2001 zond de opvolger van Veronica FM, Yorin FM, de Top 100 Allertijden uit op Goede Vrijdag 13 april tussen 10:00 en 19:00 uur.
- In 2016 zond het commerciële Radio Veronica de Top 100 Allertijden uit op Goede Vrijdag 25 maart tussen 9:00 en 19:00 uur, dat een herhaling van de bovenste 100 van de Top 1000 Allertijden van 2015 was.[2][3]
- In 2023 werd op Hemelvaartsdag 18 mei op hetzelfde Radio Veronica, en dan ook nu weer tussen 9:00 en 19:00 uur, de bovenste 100 van de top 1000 Allertijden van 2022 herhaald als Top 100 Allertijden.

## Trivia
- In 1968 stonden er 102 nummers in de lijst: er waren twee nummers 11 (Q65 met Ann en The Beatles met All You Need Is Love) en twee nummers 12 (Bee Gees met Massachusetts en The Rolling Stones met Ruby Tuesday).

- Er zijn vijf nummers die slechts eenmaal in de lijst stonden en toen de honderdste positie behaalden: I Want to Hold Your Hand (The Beatles, 1968), Jesamine (The Casuals, 1970), We Love the Pirates (The Roaring Sixties, 1974), Little Lies (Fleetwood Mac, 1987) en Porcelain (Moby, 1999).

- Geen enkel nummer heeft in alle edities van de Top 100 Allertijden gestaan. De meeste noteringen in de lijst staan op naam van The Beatles' Hey Jude (niet in 1968 en 2003) en The Rolling Stones' (I Can't Get No) Satisfaction (niet in 1991 en 2003).

- The Beatles en The Rolling Stones delen ook het record voor meeste verschillende nummers die de lijst gehaald hebben: beiden 17 stuks. Zij worden op enige afstand gevolgd door Creedence Clearwater Revival (10 nummers) en de Bee Gees, Fleetwood Mac, Golden Earring, Queen en U2 (elk 9 nummers).